# شارلینه شوارتس
شارلین اشوارتس (آلمانی: Charline Schwarz؛ زادهٔ ۱۵ ژانویهٔ ۲۰۰۱) کماندار اهل آلمان است.